# Quadrigatus

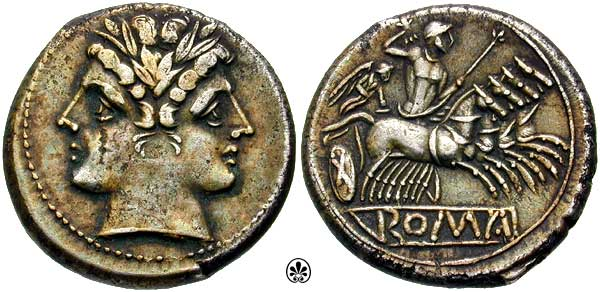
Quadrigatus

Quadrigatus ist die Bezeichnung für eine römische Silbermünze aus dem 3. Jahrhundert vor Christus im Wert von 2 Drachmen mit der Darstellung eines vierspännigen Pferdegespanns. Entsprechend werden drei- und zweispännige als Trigatus bzw. Bigatus genannt. Auf der Rückseite ist die Darstellung einer nach rechts fahrenden Quadriga mit dem Blitze schleudernden Gottvater Jupiter und der Göttin Viktoria. Die Vorderseite zeigt den berühmten Januskopf. Nach anderer Einschätzung könnten es auch die Dioskuren Castor und Pollux sein. Die 6,8 g wiegende Münze wurde etwa von 241 bis 235 vor Christus geprägt.
Es gab auch noch einen halben Quadrigatus mit Januskopf im Wert von 1 Drachme, wo die Quadriga nach links fährt. Er kann – neben der eigenständigen sizilianisch-süditalienischen Drachmen(-Litra)-Währung – als ein Vorläufer des ab etwa 211 v. Chr. geprägten Denars angesehen werden.
Zur gleichen Zeit wurden auch ähnliche Goldstücke mit einem Wert von einem oder einem halben Stater geprägt.